# Pere de Bearn

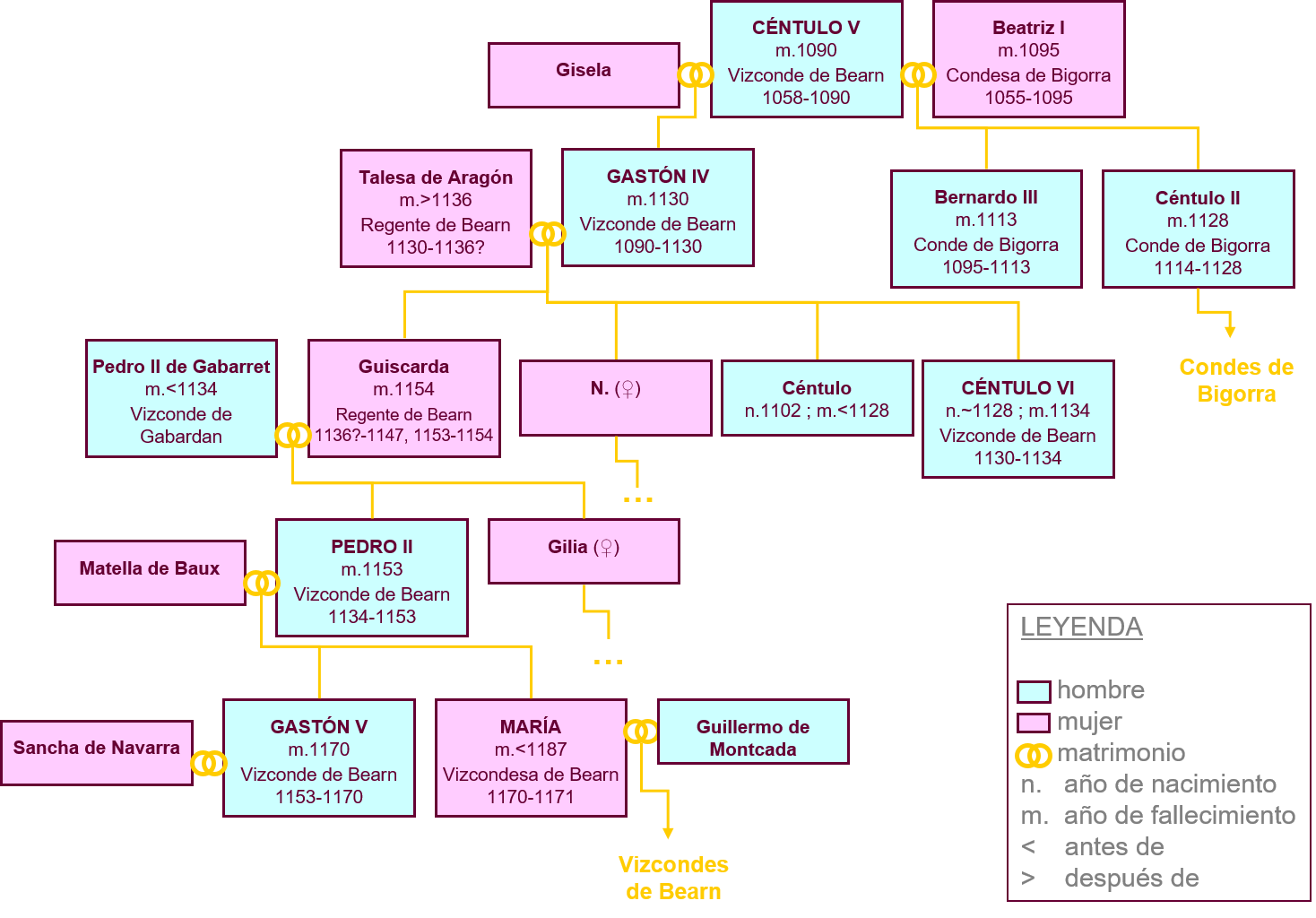
Arbre genealògic de Pierre II de Béarn

Pere de Bearn o Pere III de Gabardà i Brulhès fou vescomte de Bearn, d'Auloron, de Gabardà i de Brulhès, de 1134 fins a la seva mort el 1153 o 1154.
Era el fill de Pere II de Gabardà i Brulhes (dit sovint Pere II de Gabarret) i de Guiscarda de Bearn, filla de Gastó IV de Bearn i de Talesa d'Aragó, i va rebre el títol de vescomte després de les morts successives del seu avi Gastó IV (1131) i del seu oncle (germà de la seva mare) Cèntul VI de Bearn (1134). Abans de la seva majoria, la regència va ser exercida per la seva àvia Talesa (almenys fins a 1136), després per la seva mare Guiscarda (fins a 1147).
Casat amb una princesa catalana, va participar en la croada organitzada per Ramon Berenguer IV el 1148. Seguia en això una llarga tradició seguint la qual bearnesos i catalans combatien frec a frec contra els musulmans de l'Àndalus. La campanya va ser un èxit, conquerint Tortosa, Lleida i Fraga. La fortalesa de Fraga era un símbol d'un gran valor per als bearnesos perquè a les seves portes havia mort el vescomte anterior, Cèntul VI. Per aquesta raó, Pere va demanar i va obtenir l'intercanvi del seu títol de Senyor d'Osca contra el de Senyor de Fraga .
Va millorar les carreteres del camí de Santiago, però contràriament al seu avi Gastó IV, va fundar hospitals en les vies que passaven per Roncesvalls, i no aquelles manllevant el coll de Somport, on l'abadia navarresa de Santa Christine du Somport era el principal pas pirinenc per als pelegrins.
La seva última decisió coneguda va ser la creació d'un hospital per a pelegrins a Ordios el 1153. Va morir poc després, deixant dos fills de baixa edat: Gastó i Maria que van ser col·locats sota la responsabilitat de la seva àvia Guiscarda.